# Stefan Bötticher

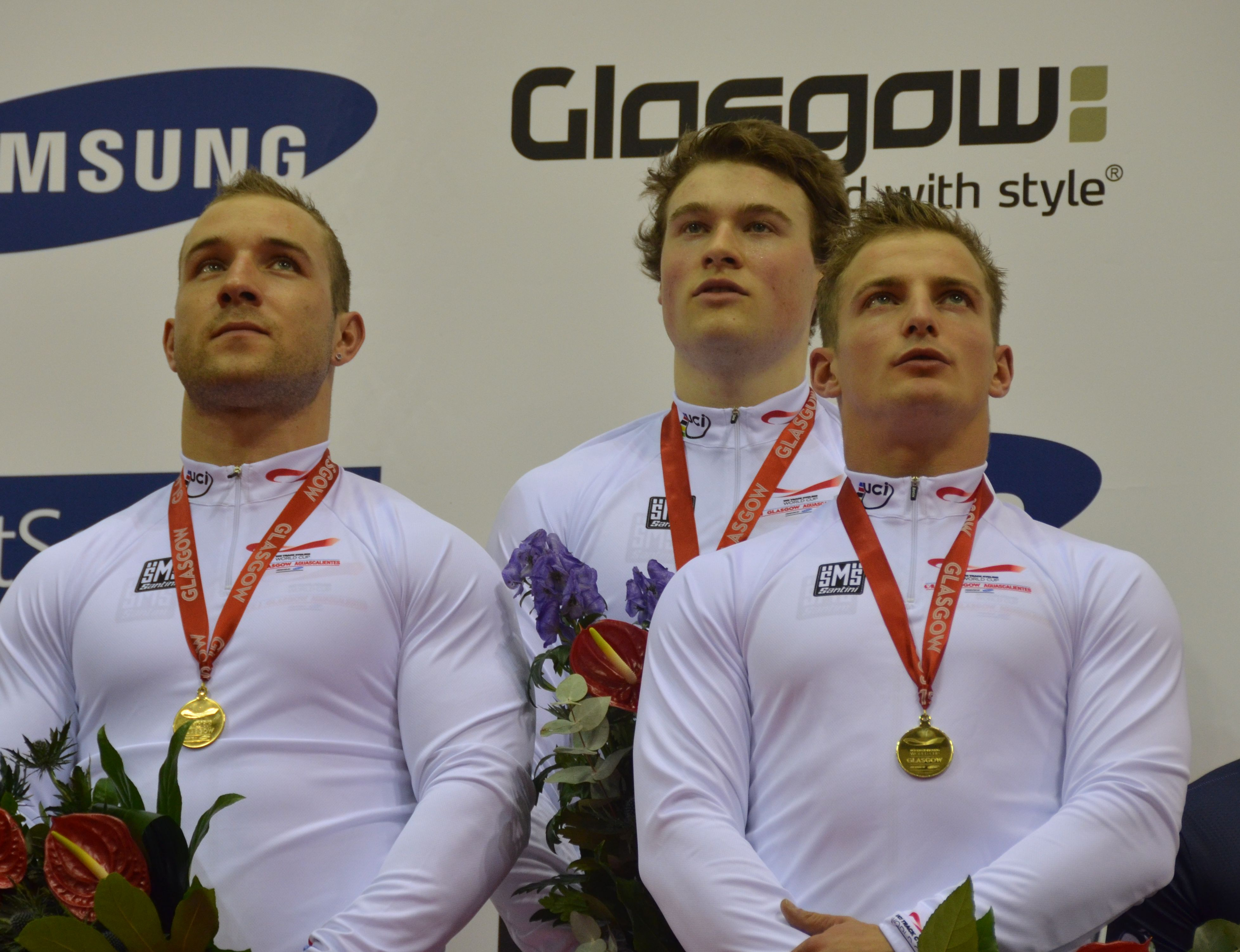
Siegreich beim Bahnrad-Weltcup 2012 in Glasgow: Bötticher (M.) mit Robert Förstemann (l.) und René Enders

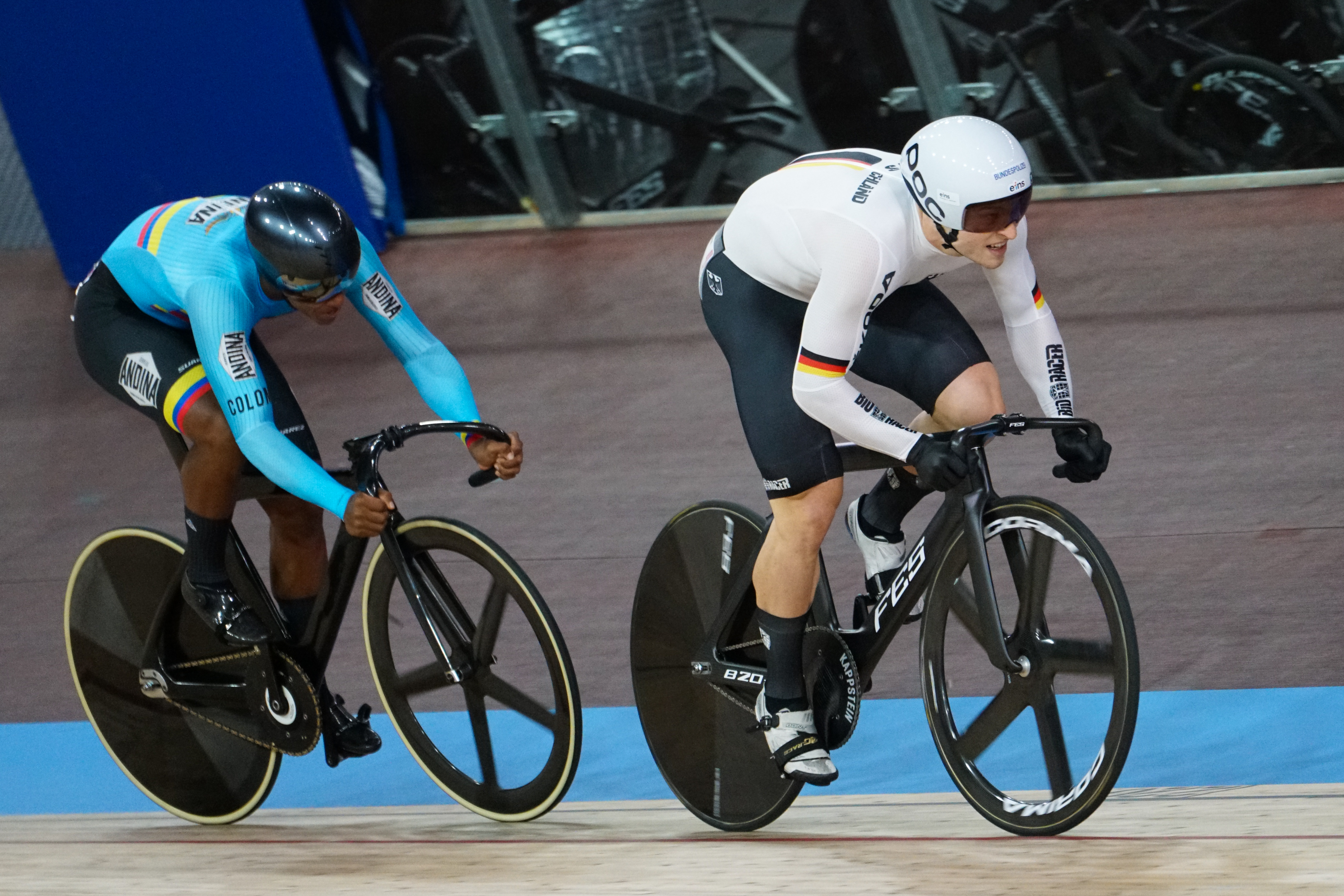
Bötticher im Sprint bei der Bahn-WM 2020 gegen den Kolumbianer Kevin Quintero

Stefan Bötticher (* 1. Februar 1992 in Leinefelde) ist ein deutscher Bahnradsportler.

## Sportliche Laufbahn
Im Jahr 2008 belegte Stefan Bötticher bei den Deutschen Meisterschaften im Sprint (Jugend) den vierten Platz und gewann die Gesamtwertung des „Albert-Richter-Sprintercups“ in seiner Altersklasse. Im Jahr darauf wurde er zweifacher Vize-Weltmeister der Junioren im Sprint sowie im Teamsprint. Bei den Deutschen Meisterschaften der Junioren belegte er Platz zwei im Keirin und Platz drei im Sprint.
Bei den Junioren-Bahnweltmeisterschaften 2010 im italienischen Montichiari errang Bötticher zwei Medaillen, eine silberne im Sprint sowie eine bronzene im Teamsprint, gemeinsam mit Philip Hindes und Robert Kanter. Im Keirin-Finale stürzte er in guter Position liegend kurz vor dem Ziel und wurde daher nur Sechster.  Bei den Deutschen Meisterschaften in Cottbus errang Bötticher zwei Titel bei den Junioren, im Sprint sowie im Keirin. Im Teamsprint belegte er Platz drei gemeinsam mit Max Niederlag und Jannik Markquard.  2011 wurde er mit 19 Jahren in Berlin deutscher Meister im Sprint vor den international erfahrenen Sportlern René Enders, Robert Förstemann und Maximilian Levy; im Keirin belegte er Rang drei. Kurze Zeit später wurde er im portugiesischen Anadia dreifacher Europameister (U 23) im Sprint, im Keirin sowie im Teamsprint, gemeinsam mit Erik Balzer und Joachim Eilers.
Stefan Bötticher ist Mitglied des Chemnitzer Polizeisportvereins und fuhr bis 2012 für das Profi-Bahnteam Team Erdgas.2012, für das er beim Bahnrad-Weltcup 2010/11 erstmals in der Elite-Klasse startete. Beim Lauf des Bahnrad-Weltcups 2011/12 im Dezember 2011 in Cali gewann er den Sprint, vor seinen Landsmännern und Vereinskollegen Levy und Förstemann, gemeinsam mit Eilers und Förstemann belegte er im Teamsprint Rang zwei.
Bei den Bahn-Europameisterschaften 2012 der U23 und Junioren in Anadia errang Bötticher gemeinsam mit Balzer und Eric Engler im Teamsprint (U23) die Goldmedaille und wiederholte auch seinen Erfolg vom Vorjahr mit dem Sieg im Sprint und im Keirin. Bei den deutschen Meisterschaften im selben Jahr holte er drei nationale Titel, im Keirin, im Sprint sowie im Teamsprint (mit Max Niederlag und Levy) und war damit der erfolgreichste Sportler bei diesen Meisterschaften.
2013 wurde Stefan Bötticher in Minsk zweifacher Weltmeister, im Sprint sowie im Teamsprint, gemeinsam mit Levy und René Enders. Wegen einer Verletzung konnte er anschließend nicht beim Bahnrad-Weltcup 2013/14 starten. Im Herbst 2014 errang er in Cottbus bei den deutschen Meisterschaften die Titel im Sprint sowie im Keirin. Ab 2015 litt Bötticher unter fortdauernden muskulären Problemen. Im Dezember des Jahres musste er seine Teilnahme am dritten Lauf des Bahnrad-Weltcups im Januar 2016 absagen, so dass es ihm nicht möglich war, sich für die Olympischen Spiele 2016 in Rio de Janeiro zu qualifizieren.
Nach einer längeren Rehabilitationszeit nahm Bötticher im September 2017 wieder sein Training auf. Im Frühjahr 2018 wurde er für die Bahnweltmeisterschaften in Apeldoorn nominiert. Gemeinsam mit Maximilian Levy und Joachim Eilers belegte er im Teamsprint Rang fünf. Bei den UEC-Bahn-Europameisterschaften 2018 im August in Glasgow errang er drei Medaillen: mit Timo Bichler und Eilers Bronze im Teamsprint sowie Silber im Sprint; im Keirin wurde er Europameister. 2019 wurde er WM-Dritter im Keirin.
2021 wurde Stefan Bötticher für die Teilnahme an den Olympischen Spielen in Tokio nominiert, wo er im Sprint (15.), im Keirin (13.) und mit Timo Bichler und Maximilian Levy im Teamsprint (5.) startete. Später im Jahr belegte er bei den Bahnweltmeisterschaften  mit Teamsprint (mit Joachim Eilers, Nik Schröter und Marc Jurczyk Platz drei. Beim Lauf der erstmals ausgetragenen Champions League in Palma sowie den beiden Läufen in London gewann er jeweils den Keirin-Wettbewerb; in der Gesamtwertung der Kurzzeitdisziplinen belegte er hinter Harrie Lavreysen Rang zwei.

## Ehrungen
2012 wurde Stefan Bötticher zum Sportler des Jahres seines Vereins, des Chemnitzer Polizeisportvereins gewählt. Im März desselben Jahres wurde er zudem als Chemnitzer „Nachwuchssportler des Jahres“ 2011 mit dem Chemmy ausgezeichnet; diese Auszeichnung erhielt er für 2012 ein zweites Mal. 2018 wurde er als „Sportler des Jahres“ von Chemnitz mit dem Chemmy ausgezeichnet.

## Erfolge
2009
- Junioren-Weltmeisterschaft – Sprint, Teamsprint (mit Eric Engler und Erik Balzer)

2010
- Weltmeisterschaft – Sprint
- Weltmeisterschaft – Teamsprint (mit Robert Kanter und Philip Hindes)
- Deutscher Junioren-Meister – Keirin, Sprint

2011
- Bahnrad-Weltcup in Cali – Sprint
- U23-Europameister – Sprint, Keirin, Teamsprint (mit Erik Balzer und Joachim Eilers)
- Deutscher Meister – Sprint

2012
- Bahnrad-Weltcup in Glasgow – Sprint, Keirin, Teamsprint (mit René Enders und Robert Förstemann)
- U23-Europameister – Sprint, Keirin, Teamsprint (mit Erik Balzer und Eric Engler)
- Deutscher Meister – Sprint, Keirin, Teamsprint (mit Maximilian Levy und Max Niederlag)

2013
- Weltmeister – Sprint, Teamsprint (mit René Enders und Maximilian Levy)

2014
- Weltmeisterschaft – Sprint
- Bahnrad-Weltcup in London – Keirin
- Deutscher Meister – Sprint, Keirin

2018
- Europameister – Keirin
- Europameisterschaft – Sprint
- Europameisterschaft – Teamsprint (mit Timo Bichler und Joachim Eilers)

2019
- Weltmeisterschaft – Keirin

2021
- Weltmeisterschaft – Teamsprint (mit Joachim Eilers, Nik Schröter und Marc Jurczyk)
- Champions League in Palma – Keirin
- Champions League in London 1 – Keirin
- Champions League in London 2 – Keirin

2022
- Deutscher Meister – Sprint, Keirin

## Teams
- 2012 Team Erdgas.2012